# Jonathan Carroll
Pour les articles homonymes, voir Carroll.
Œuvres principales
- Le Pays du fou rire
- Collection d'automne

Jonathan Samuel Carroll, né le 26 janvier 1949 à New York, est un auteur américain de fantasy et d'horreur. Il est le fils de June Carroll et le demi-frère du compositeur de musique minimaliste Steve Reich.
Il a reçu plusieurs récompenses : le prix World Fantasy de la meilleure nouvelle en 1988 pour Le Meilleur homme d'ami ; le prix Apollo en 1989 pour Le Pays du fou rire ; le prix British Fantasy en 1992 pour Outside the dog museum ; le prix Bram Stoker du meilleur recueil de nouvelles en 1995 pour Collection d'automne et le grand prix de l'Imaginaire « Nouvelle étrangère » en 2000 pour Ménage en grand.

## Œuvres

### SérieLes Chroniques de Crane's View
1. Le Baiser aux abeilles, Flammarion, 2002 ((en) Kissing the Beehive, 1998)  (ISBN 2-08-068264-4)
2. Le Bûcher des immortels, Flammarion, 2000 ((en) The Marriage of Sticks, 1999)  (ISBN 2-08-067872-8)
3. L'Aube du huitième jour, Flammarion, 2002 ((en) The Wooden Sea, 2001)  (ISBN 2-08-068267-9)

### SérieThe Answered Prayers Sextet
1. Os de Lune, Albin Michel, 1990 ((en) Bones of the Moon, 1987)  (ISBN 2-226-03933-3)Réédition Aux Forges de Vulcain, 2017 (ISBN 978-2-37305-022-6) ; réédition Gallimard, coll. « Folio SF » no 635, 2019 (ISBN 978-2-07-276890-3)
2. Flammes d'enfer, Albin Michel, 1991 ((en) Sleeping in Flame, 1988)  (ISBN 2-226-05535-5)Réédition Aux Forges de Vulcain, 2019 (ISBN 978-2-37305-053-0)
3. L'Enfant arc-en-ciel, Denoël, coll. « Présences », 1998 ((en) A Child Across the Sky, 1989)  (ISBN 2-266-09435-1)
4. (en) Outside the Dog Museum, 1991
5. (en) After Silence, 1992
6. La Morsure de l'ange, Denoël, coll. « Présences », 1997 ((en) From the Teeth of Angels, 1994)  (ISBN 2-207-24600-0)

### Romans indépendants
- Le Pays du fou rire, J'ai lu, 1988 ((en) The Land of Laughs, 1980)  (ISBN 2-277-22450-2)
- Ombres complices, J'ai lu, 1989 ((en) Voice of Our Shadow, 1983)  (ISBN 2-277-22718-8)
- (en) White Apples, 2002
- (en) Glass Soup, 2005
- (en) The Ghost in Love, 2008
- (en) Bathing the Lion, 2014
- (en) Mr. Breakfast, 2019

### Recueils de nouvelles
- Collection d'automne, Denoël, coll. « Présences », 1998 ((en) The Panic Hand, 1995)Prix Bram Stoker du meilleur recueil de nouvelles en 1995
- (en) The Woman Who Married A Cloud: Collected Stories, 2012

### Essai
- (en) The Crow's Dinner, 2017